# Raptrix perspicua
Raptrix perspicua är en bönsyrseart som beskrevs av Fabricius 1787. Raptrix perspicua ingår i släktet Raptrix och familjen Acanthopidae. Inga underarter finns listade i Catalogue of Life.

## Bildgalleri

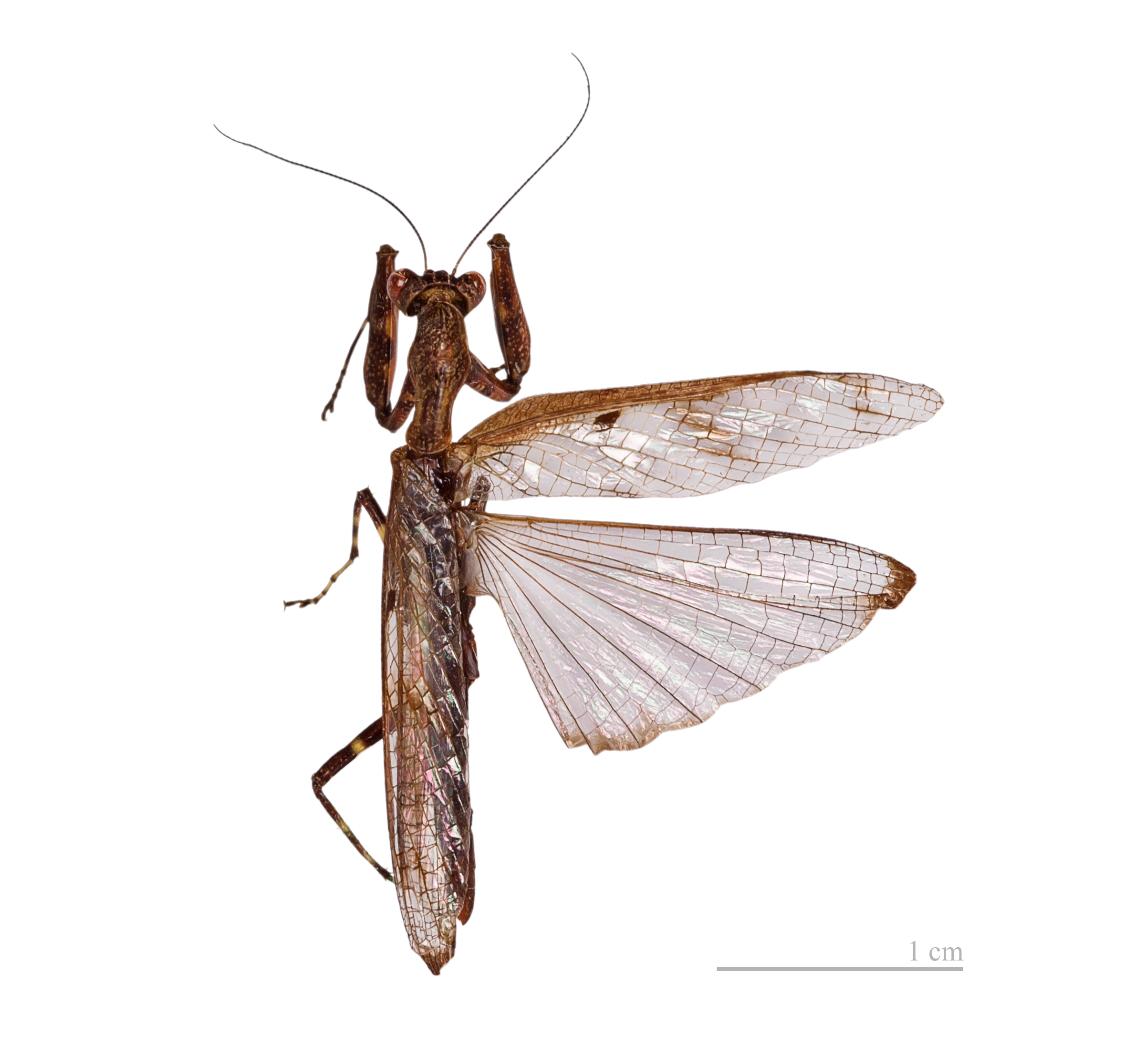